# Mantequilla

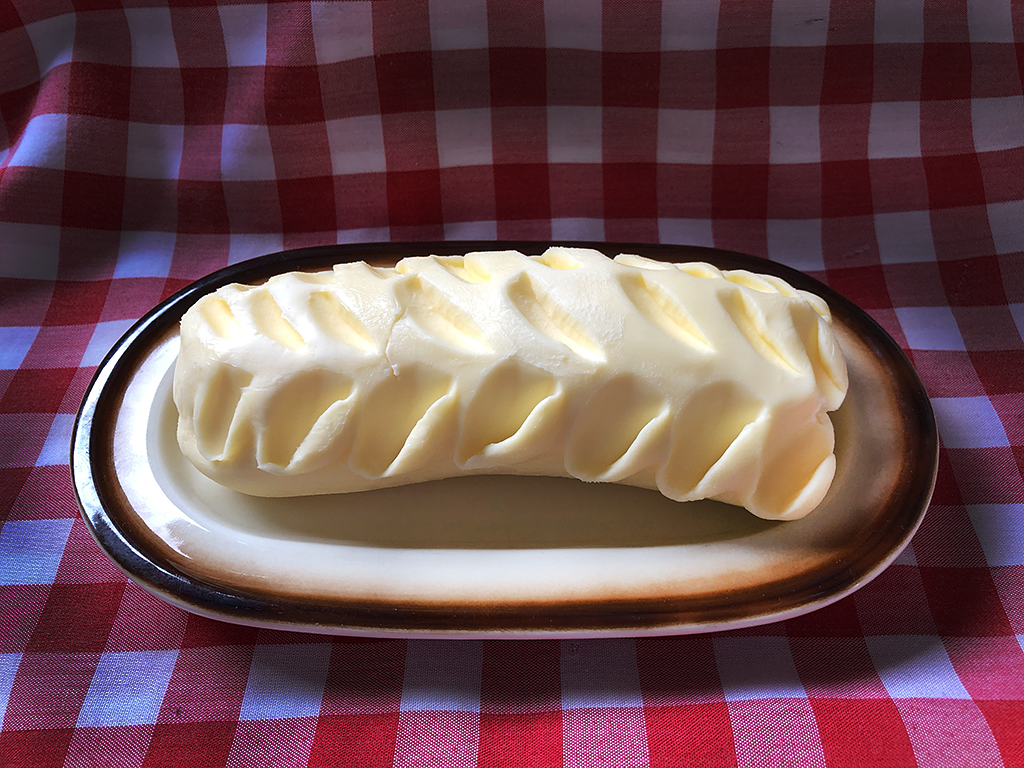
Mantequilla asturiana artesanal con sus peculiares grabados

La mantequilla (conocida como manteca en algunos países del Cono Sur) es una emulsión más o menos sólida considerada apta para consumo humano, producto del batido, amasado y lavado de grasas lácteas y agua, con o sin maduración biológica producida por bacterias lácticas específicas.

## Producción

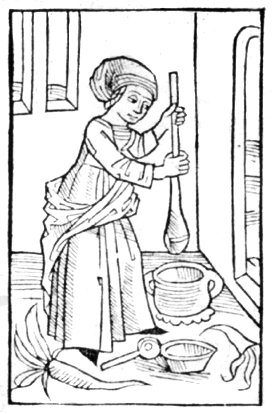
Mujer elaborando mantequilla. París, 1499.

La leche no homogeneizada y la nata contienen grasa butírica en forma de microscópicos glóbulos. Estos glóbulos están rodeados de membranas formadas por fosfolípidos (ácidos grasos que hacen de emulsionantes) y proteínas, que previenen que la grasa de la leche se apelotone en una masa uniforme. La mantequilla se produce por agitación de la nata de la leche, lo que provoca un daño de las membranas y permite a las grasas de la leche juntarse en una masa única, y separándose al mismo tiempo de otras partes. Un kilogramo de mantequilla requiere más de 20 litros de leche. Debido a la alta demanda de leche, la mantequilla es un alimento que causa emisiones particularmente altas de gases de efecto invernadero en la producción.
Las variaciones en su elaboración  hacen que existan no solo diferentes sabores sino que además pueda haber distintas consistencias de la masa de mantequilla; no obstante la mayor parte del producto final está compuesto de las grasas de la leche. La mantequilla contiene grasas en tres formas: libres, cristalizadas y glóbulos no dañados. La consistencia en las diversas variedades de mantequilla depende de la proporción de cada tipo: las mantequillas con más grasas cristalizadas suelen ser más duras (más difíciles de untar) que las que poseen más grasas libres.
El proceso de batir las natas de la leche produce pequeños 'grumos' flotando en la disolución líquida de la crema. A esta disolución se la denomina suero de mantequilla. Este suero hoy en día es consumido en algunos países como un lácteo. El suero de mantequilla se va eliminando del proceso y los grumos resultantes se van “trabajando”, presionando y removiendo para que formen una única masa sólida. Cuando se prepara a mano se emplean unas palancas de madera denominadas manos escocesas. Esta operación da consistencia a la mantequilla y va desalojando del interior de los grumos las pequeñas gotas de agua que van quedando retenidas en su interior.
La mantequilla comercial posee un contenido graso de cerca de un 80 % y un resto de 15 % agua; la mantequilla artesanal posee una proporción diferente, llegando a un 65 % de grasas y 30 % de agua, con las grasas coaguladas en glóbulos de tamaño moderado. Se componen de triglicéridos, un éster derivado del glicerol y tres grupos de ácidos grasos. La mantequilla se comienza a poner rancia cuando las cadenas se rompen en pequeños componentes, como el ácido butírico y los diacetilos. La densidad de la mantequilla es de 0.911 g/cm³, aproximadamente la misma que la del hielo.

## Tipos

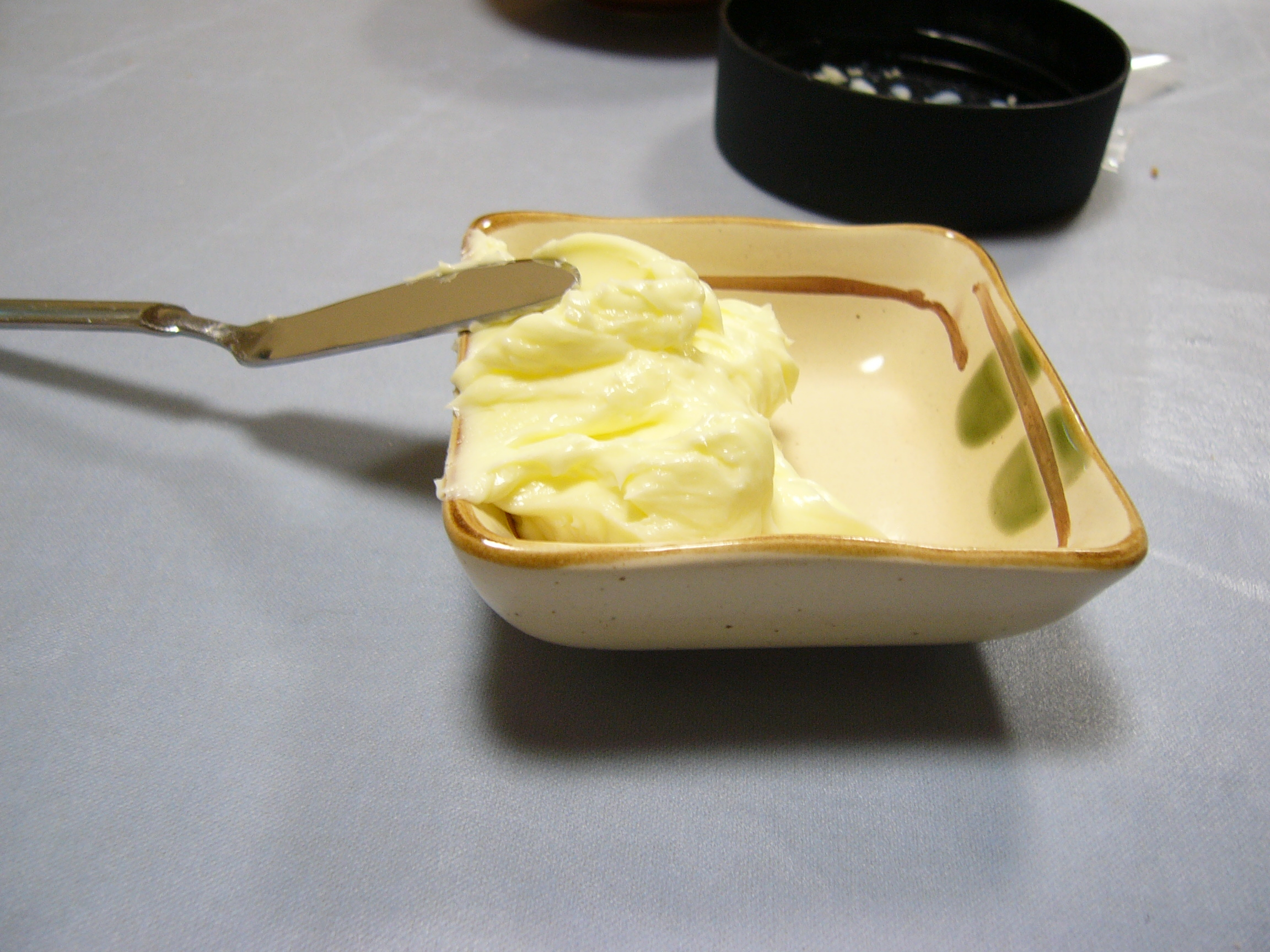
Mantequilla elaborada a mano.

Existen varios tipos de mantequilla, pero se pueden distinguir básicamente dos:
- Mantequilla ácida: tras la acidificación de la crema (esta es la tradicional).
- Mantequilla dulce: antes de la acidificación de la crema.

Además se le puede añadir sal o no, obteniendo mantequilla salada o normal según el caso. Y, por supuesto, se puede elaborar a partir de la leche de muchos animales, siendo los más corrientes en occidente la mantequilla de oveja, vaca o cabra (como curiosidad, no es posible obtener mantequilla de la leche de camella).

## Composición y propiedades físicas
La mantequilla es rica en vitamina A. Contiene también vitamina D y vitamina E. La mantequilla tiene un contenido muy alto en energía con más de 730 kcal  por  100 g. Contiene un 63 % de ácidos grasos saturados, un 26 % de ácidos grasos mono-insaturados y un 3,7 % de ácidos grasos poli-insaturados. Además, la mantequilla contiene  colesterol,  un poco de proteínas y agua.
Composición de la mantequilla (en g por 100 g) :
| Ácido graso           | Tipo           | Mantequilla, sin sal |
| --------------------- | -------------- | -------------------- |
| Ácido palmítico       | saturado       | 21,7                 |
| Ácido oleico          | monoinsaturado | 19,96                |
| Ácido esteárico       | saturado       | 10,0                 |
| Ácido mirístico       | saturado       | 7,44                 |
| Ácido butírico        | saturado       | 3,23                 |
| Ácido linoleico       | poliinsaturado | 2,73                 |
| Ácido alfa-linolénico | poliinsaturado | 0,39                 |
| Ácido láurico         | saturado       | 2,59                 |
| Ácido cáprico         | saturado       | 2,53                 |
| Ácido caproico        | saturado       | 2,0                  |
| Ácido caprílico       | saturado       | 1,19                 |

La mantequilla funde progresivamente entre  20 y 38 grados Celsius, según el efecto aditivo de la fusión de sus componentes, ya que la mantequilla es una mezcla  de triglicéridos cuya composición varía con la alimentación de la vaca.

## Elaboración casera
No es complicado elaborar mantequilla casera. Solo hay que batir la crema de leche con una cuchara o con una espátula de madera, de arriba abajo, hasta montarla y luego continuar batiendo. Con una batidora es aún más fácil y rápido. El aspecto final suele darse con un molde de mantequilla que aporta una forma más atractiva para los consumidores.
La mantequilla clarificada, como el ghee o ghi de la India, se obtiene por decantación de la mantequilla derretida. Se conserva más tiempo y aguanta mejor las temperaturas altas, por lo que se usa en numerosas preparaciones culinarias.

## Historia

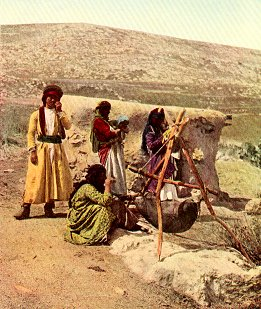
Técnicas de elaboración de mantequilla que se realizan todavía en el presente. Foto tomada en Palestina, antes de marzo de 1914. National Geographic.

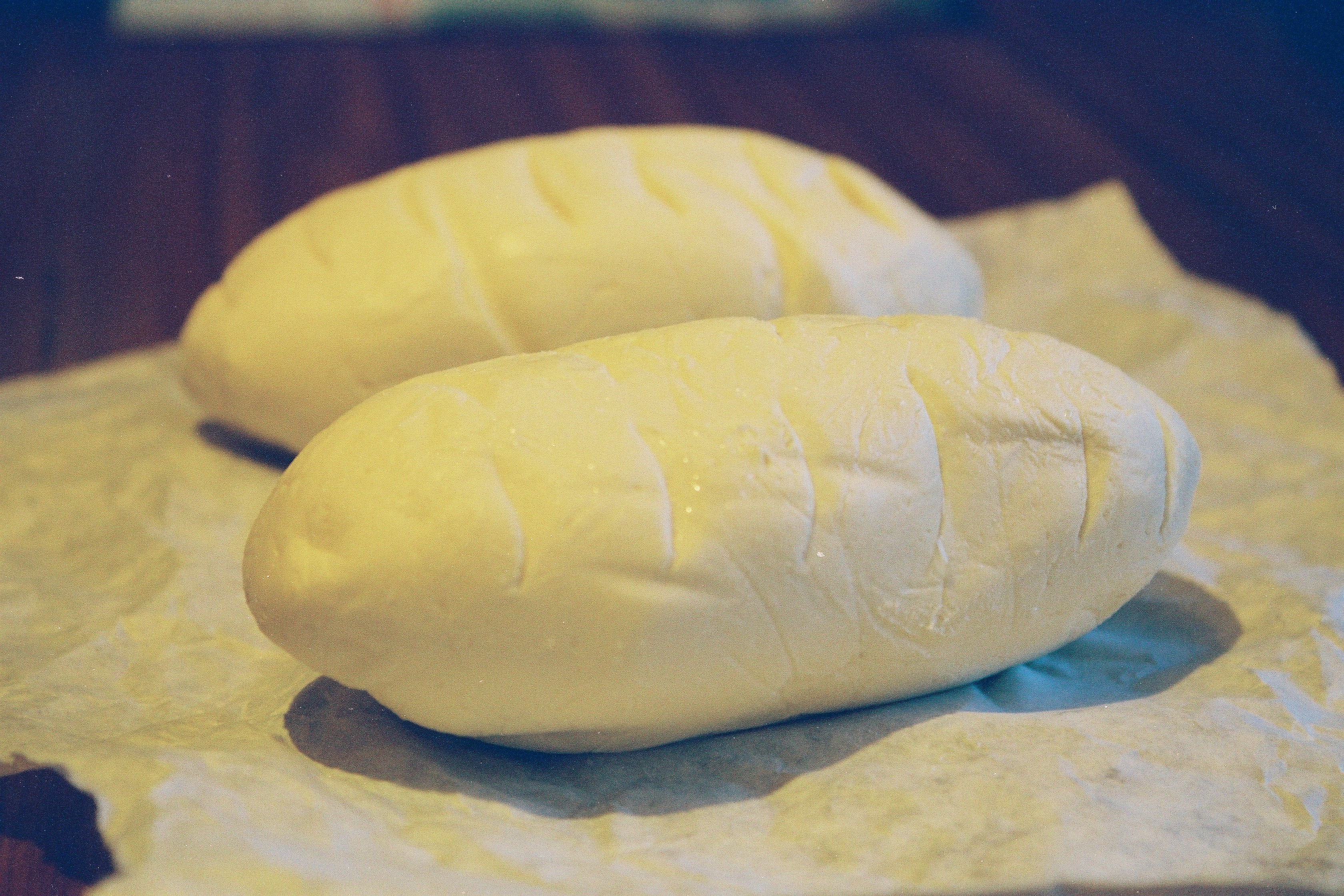
Mantequilla artesanal.

Es muy posible que una agitación accidental de la crema de la leche diera lugar a la mantequilla; y por esto que la mantequilla fuera elaborada y empleada en los primeros intentos de procesado de los lácteos, quizás en el área de la Mesopotamia entre el 9000 y el 8000 a. C. La primera mantequilla pudo haberse elaborado de leche de oveja o cabra que en aquella época ya se domesticaban. Un método muy antiguo para la elaboración de la mantequilla se emplea hoy en día en algunas partes de África y en Oriente Próximo.
La mantequilla era muy apreciada por los vikingos y por los celtas (Norte de Europa), razón por la que los romanos y los griegos la consideraban un producto bárbaro y no la incluyeron en su dieta, quizás debido al
corto plazo de conservación que es posible en el cálido clima mediterráneo propio de estas latitudes (al contrario que el queso). Un poeta cómico griego, Anaxándrides se refiere a los tracios como boutyrophagoi, “comedores de mantequilla”, y Plinio en su Historia Natural califica a la mantequilla como “la más delicada comida entre las naciones bárbaras”, y describe en su libro las propiedades medicinales de la misma En la India el ghee, una mantequilla clarificada, conocida como oro líquido, se tiene como un símbolo de pureza y se emplea también como ofrecimiento a los dioses —especialmente a Agni, el dios Hindú del fuego. En la disciplina ayurvédica, el ghee es un alimento que ayuda a promover la purificación, la paz interior y la salud del organismo. Durante más de 3000 años las referencias al ghee aparecen en numerosos textos sagrados de la época del Rig-veda, cerca del 1500-1200 a. C.
Las elaboraciones de mantequilla en Europa procedentes de la época medieval se preparaban en Francia (Normandía y Bretaña), Holanda e Irlanda, la mayor parte de la producción es artesanal. La mantequilla se consideraba en esos días y esos países un producto caro; por esta razón estaba disponible sólo para las clases más pudientes o quienes la comercializaban. En el sur de Europa, en cambio, se prefería el aceite de oliva o la manteca de cerdo. Solo en los países de religiones musulmana o judía, en el Mediterráneo, llegaron a utilizar ya en la Edad Media, la grasa de vaca para sustituir la de cerdo, por ejemplo, y solo en algunas preparaciones dulces. En Portugal, Italia y sur y este de España, el consumo de manteca de cerdo ha ido decreciendo, pero se ha sustituido directamente por aceite de oliva y no por mantequilla.
En 1870 la aparición de la margarina, invento del químico francés Hippolyte Mège-Mouriès, hizo posible distribuir entre las poblaciones un sucedáneo de mantequilla a menor coste. El consumo per cápita de la mantequilla ha descendido en la mayoría de las naciones occidentales durante el siglo XX, en parte por la popularidad de la margarina, que es menos cara y se percibe por la población como más sana. En los Estados Unidos el consumo de margarina durante el década de 1950 era mayor que el de la mantequilla y hoy en día ese es el caso en otras naciones. Incluso, en países como Venezuela y Colombia el nombre mantequilla hace referencia a la margarina.
En el arco mediterráneo se sigue prefiriendo, en general, el aceite de oliva, costumbre reforzada en la actualidad por sus cualidades cardiosaludables y nutritivas respecto a las de la mantequilla.

## Producción y consumo
La mayoría de las naciones producen y consumen lo que su industria local genera. La India, que produce y consume más mantequilla que cualquier otra nación en el mundo, dedica casi la mitad de su producción lechera a la elaboración de su mantequilla denominada ghee. En 1997 la India produjo 1.470.000 toneladas métricas de mantequilla, consumiendo la mayor parte de su propia producción. En el segundo puesto se encontraba Estados Unidos (522.000 toneladas), seguido de Francia (466.000), Alemania (442.000), y Nueva Zelanda (307.000).[cita requerida]
En términos de consumo, Alemania se encuentra en segundo lugar detrás de la India, empleando 578.000 toneladas de mantequilla en 1997, seguido de Francia (528.000), Rusia (514.000), y los Estados Unidos (505.000). Nueva Zelanda, Australia, y Ucrania están entre las naciones que exportan un porcentaje significativo de mantequilla.
Existen diferentes variedades de mantequilla a lo largo del mundo. El Smen es una mantequilla clarificada procedente de Marruecos, que puede consumirse tras haber pasado procesos de curación de meses o inclusive años. Las mantequillas de leche de yak son muy importantes en el Tíbet (se emplean en un té con mantequilla salado muy apreciado en las regiones del Himalaya, Bután, Nepal y en la India); el tsampa que emplea harina de cebada mezclada con la mantequilla de leche de yak, es considerado un alimento básico. En África y en Asia la mantequilla se suele elaborar de forma tradicional con la leche agria en lugar de hacerse con la nata.

### Estadísticas
Datos sobre la producción de mantequilla elaborada exclusivamente a partir de leche de vaca: 
| Principales productores de Mantequilla (2018) (toneladas) | Principales productores de Mantequilla (2018) (toneladas) |
| --------------------------------------------------------- | --------------------------------------------------------- |
| India                                                     | 1.470.000                                                 |
| Estados Unidos                                            | 892.801                                                   |
| Nueva Zelanda                                             | 502.000                                                   |
| Alemania                                                  | 484.047                                                   |
| Francia                                                   | 352.400                                                   |
| Rusia                                                     | 257.883                                                   |
| Irlanda                                                   | 237.800                                                   |
| Turquía                                                   | 215.431                                                   |
| Irán                                                      | 183.125                                                   |
| Polonia                                                   | 177.260                                                   |
| México                                                    | 153.674                                                   |
| Reino Unido                                               | 152.000                                                   |
| Canadá                                                    | 116.144                                                   |
| Bielorrusia                                               | 115.199                                                   |
| Brasil                                                    | 109.100                                                   |

Fuente:

## Almacenamiento

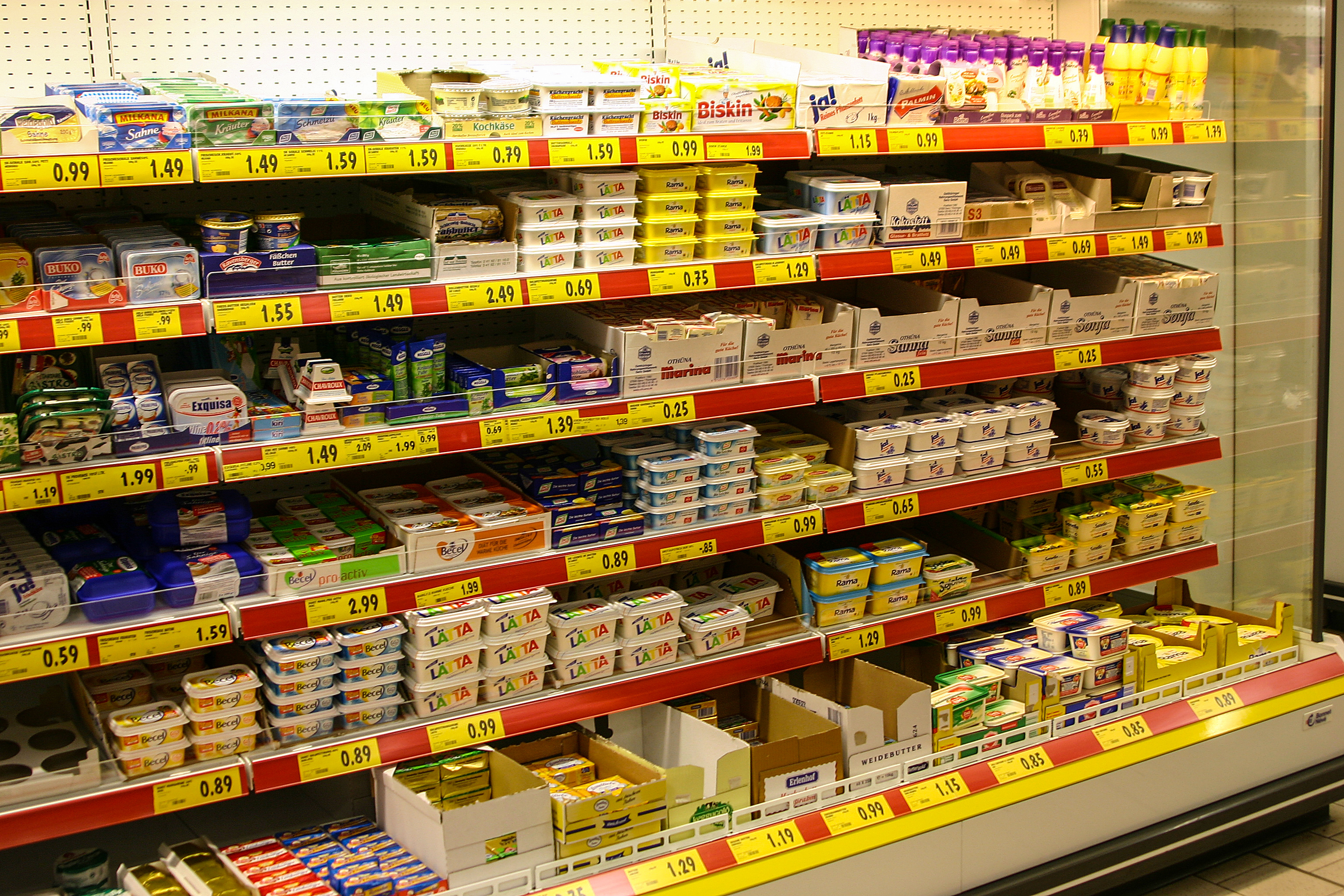
Distribución de mantequillas y margarinas en un supermercado.

La mantequilla generalmente se puede extender sobre un pan o tostada a una temperatura de 15 °C, por encima de la temperatura de funcionamiento del refrigerador. El denominado “compartimento de la mantequilla” que se puede encontrar en muchos frigoríficos es una de las zonas menos frías, pero aún lejos de la temperatura ideal para que la mantequilla se unte con facilidad una vez puesta en la mesa, ya que su punto de fusión está por encima de los 38 °C.
Al almacenar la mantequilla debe tenerse en cuenta lo siguiente:
- La mantequilla es un alimento que por sus características físicas y químicas posee una gran resistencia a la contaminación bacteriana.[8] Por esto es posible mantener la mantequilla a temperatura ambiente durante días sin que esta sea atacada por bacterias; sin embargo, el sabor se ve afectado debido a que las grasas de la mantequilla reaccionan (se oxidan), produciendo sabores rancios.
- La mantequilla es capaz de absorber los olores fuertes a su alrededor, por ello se aconseja guardarla en el frigorífico, dentro de recipientes herméticos y lo más alejada de la luz posible.
- Guardar la mantequilla en su recipiente o envoltorio inicial, para evitar su oxidación.
- Las partes de la mantequilla expuestas a la luz y al aire suelen tener un tono más amarillento o incluso translúcido; estas zonas deben evitarse ya que su sabor es rancio. En este caso basta con retirarlas; el resto de la mantequilla es comestible.

## En la cultura popular
- La tartine de beurre (La rebanada de pan con mantequilla) es una pieza musical para piano atribuida a Mozart.
- La Catedral de Ruan tiene una torre que se llama la Tour du Beurre, la torre de mantequilla,  una torre de piedra amarilla con forma que recuerda un montón de mantequilla construida entre 1485 y 1506, cuyos costes de construcción se sufragaron con las dispensas recaudadas a los fieles de Ruan para poder comer mantequilla durante la Cuaresma.
- Lewis Carroll, en su novela A través del espejo y lo que Alicia encontró allí (1871), continuación de 'Las aventuras de Alicia en el país de las maravillas, inventó la mosca en el pan con mantequilla juego de palabras en inglés ya que butterfly (mariposa) es, literalmente, la mosca de la mantequilla (butter fly).
- L'Assiette au Beurre fue una revista satírica ilustrada francesa publicada entre 1901 y 1912.
- En la película El último tango en París de 1972 hay una escena entre Marlon Brando y Maria Schneider en donde se hace un uso no alimentario de la mantequilla.
- En la película francesa La noche americana de 1973, su director François Truffaut otorga a la mantequilla virtudes terapéuticas.